# جيا هيد
جيا هيد (بالإنجليزية: Jae Head)‏ هو ممثل أمريكي، ولد في 27 ديسمبر 1996 بهاملن في الولايات المتحدة.

## أعمال

### أفلام
- (2008) هانكوك[4]
- (2009) البعد الآخر[5]

## وصلات خارجية
- جيا هيد على موقع IMDb (الإنجليزية)
- جيا هيد على موقع قاعدة بيانات الفيلم (الإنجليزية)